# Liselotte Neumann

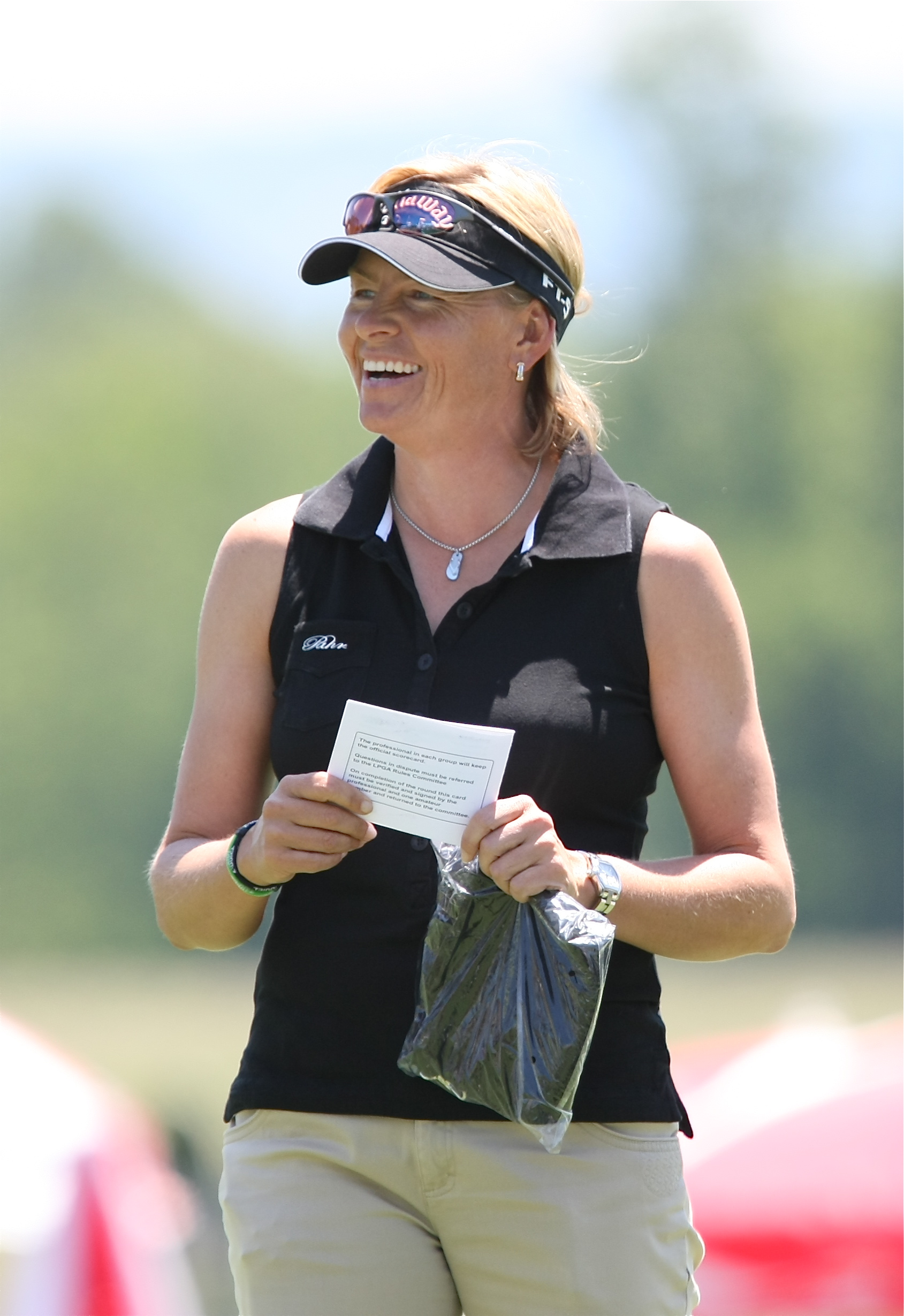
LPGA Kampioenschap, 2008

Liselotte Neumann (Finspång, 20 mei 1966) is een Zweedse golfprofessional.

## Amateur
Lotta Neumann begon met een succesvolle amateurscarrière waarbij zij Zweden vertegenwoordigde in het Europees Landen Team Kampioenschap (ELTK) in 1984 en het Espirito Santo Trophy in 1982 en 1984. 

### Gewonnen
- 1982: Zweeds Amateur
- 1983: Zweeds Amateur, NK Matchplay

### Teams
- Europees Landen Team Kampioenschap (namens Zweden): 1984
- Espirito Santo Trophy (namens Zweden): 1982, 1984

## Professional
Neumann werd begin 1985 professional en begon te spelen op de WPGET, de voorloper van de Ladies European Tour (LET). In haar eerste seizoen haalde zij twee overwinningen. Ze kwam via een 4de plaats op de Amerikaanse Tourschool in 1988 op de Amerikaanse LPGA Tour. Ze won het US Women's Open en eindigde het jaar als Rookie of the Year.
Ze heeft nu dertien overwinningen op de LPGA gehaald, maar het US Open van haar debuutjaar blijft de enige Amerikaanse Major. Het jaar 1994 was haar top. Zij won het Women's British Open, wat toen nog alleen voor de Europese Tour telde, ze bereikte de derde plaats op de Amerikaanse Order of Merit en was nummer 1 in Europa. In Zweden werd ze tot 'Golfer van het Jaar' gekozen. 
Neumann is de zevende speelster die levenslang lid van de Europese Tour is geworden.

### Gewonnen

#### Europese Tour
- 1985: IBM European Open, Hoganas Open
- 1986: BMW German Open
- 1987: France Open
- 1988: BMW German Open
- 1991: IBM Ladies Open
- 1994: Trygg Hansa Ladies' Open
- 1995: Trygg Hansa Ladies' Open

#### Amerikaanse Tour
- 1988: US Women's Open
- 1991: Mazda Japan Classic
- 1994: Minnesota LPGA Classic, Women's British Open, GHP Heartland Classic
- 1996: Chrysler-Plymouth Tournament of Champions, PING Welch's Championship, First Bank Presents the Edina Realty LPGA Classic
- 1997: PING/Welch's Championship, Toray Japan Queens Cup
- 1998: Standard Register PING, Chick-fil-A Charity Championship
- 2004: Asahi Ryokuken International Championship

#### Elders
- 1987: Singapore Open (Asian Tour)
- 1995: Australian Women's Open (ALPG Tour)
- 1997: Takara World Invitational (JLPGA)

### Teams
- Handa Cup: 2011
- Solheim Cup (namens Europa): 1990, 1992 (winnaars), 1994, 1996, 1998, 2000 (winnaars)
- Women's World Cup (namens Zweden): 2006 (gewonnen met Annika Sörenstam)